# Авиационный учебный центр
Авиационный учебный центр (сокр. - АУЦ) — организация, осуществляющая обучение лиц, желающих получить свидетельство авиационного специалиста и работать в сфере гражданской авиации. Это может быть как летный состав, так и инженерно-технический персонал. Образовательная деятельность осуществляется на основании программ, утвержденных Федеральным агентством воздушного транспорта. Программы могут включать в себя следующие глобальные разделы: теоретическая подготовка, тренажерная подготовка и лётная практика (подготовка).
п. 2 Статьи 54. Воздушного кодекса Российской Федерации от 19.03.1997 N 60-ФЗ (ред. от 14.03.2022) 

«Требования к образовательным организациям и организациям, осуществляющим обучение специалистов согласно перечню специалистов авиационного персонала гражданской авиации, устанавливаются федеральными авиационными правилами».

Деятельность АУЦ осуществляется на основании документов, выдаваемых уполномоченными государственными органами. В настоящее время для функционирования авиационного учебного центра требуется лицензия на образовательную деятельность (бессрочная), выдаваемая Рособрнадзором, и сертификат авиационного учебного центра (бессрочный), выдаваемый Росавиацией. Наличие обоих разрешительных документов является обязательным для законного осуществления деятельности АУЦ.
п. 3 Статьи 8. Воздушного кодекса Российской Федерации от 19.03.1997 N 60-ФЗ (ред. от 14.03.2022) 

«...образовательные организации и организации, осуществляющие обучение специалистов соответствующего уровня согласно перечням специалистов авиационного персонала, а также операторы аэродромов гражданской авиации осуществляют свою деятельность при наличии выданного органами, уполномоченными Правительством Российской Федерации, документа, подтверждающего соответствие указанных юридических лиц, индивидуальных предпринимателей, операторов требованиям федеральных авиационных правил.»
Выдача свидетельств лицам из числа специалистов авиационного персонала гражданской авиации, допускаемым к выполнению функций членов экипажа гражданского воздушного судна, сотрудника по обеспечению полетов гражданской авиации, а также функций по техническому обслуживанию воздушных судов и диспетчерскому обслуживанию воздушного движения осуществляется Росавиацией в рамках Положения о Федеральном агентстве воздушного транспорта, утвержденным постановлением Правительства Российской Федерации от 30.07.2004 № 396.